# 天主教瓦尔米亚总教区
天主教瓦爾米亞總教區（拉丁語：Archidioecesis Varmiensis、波蘭語：Archidiecezja warmińska）是羅馬天主教在波蘭東北部設立的一個總教區，主教座堂設在奧爾什丁的弗龍堡主教座堂。

## 歷史
該教區成立於13世紀，起初附屬於華沙總教區，1992年升格為總教區。

## 現況
附屬教區有埃烏克教區及埃爾布隆格教區。2011年，在當地711,600人口中，有教友694,800人，佔轄區總人口97.6%、259個堂區、519名司鐸、157名修士、261名修女。現任總主教為Wojciech Ziemba，2006年受任總主教。

## 外部連結
- Archdiocese of Warmia at Catholic-Hierarchy（页面存档备份，存于）
- 瓦爾米亞總教區官方网站